# Pitts Special
„Pitts Special“ е лек самолет – биплан за въздушна акробатика, разработен от Къртис Питс.

## Дизайн и разработка
Къртис Питс започва проектирането и разарботката на едноместен биплан за въздушна акробатика през 1943 – 1944 г. След първия полет на прототипа през септември 1944 г. са внасяни множество подобрения по самолета. Самолетите от поредицата „Pitts Special“, които се произвеждат и днес, са запазили в голяма степен оригиналния дизайн от средата на 40-те години на миналия век. През 1962 г. Къртис Питс основава „Pitts Enterprises“, за да продава чертежи на S-1C на авиолюбителите, които желаят сами да си построят самолет в домашни условия.

## История
Едноместните модификации на самолета са обозначавани като S-1, а двуместните като S-2. Всички те са получени в развитие на основния дизайн от 1944 г.
Питс произвежда ограничена бройка самолети през 40-те и 50-те години и моделът бързо се утвърждава като стандарт за всички останали самолети в акробатичния клас. След появата на серия домашно произведени самолети от груби – схематични чертежи, Питс пуска нови професионално изготвени през 1962 г. Голяма част от машините, строени през 60-те години, са сглобени в домашни условия. По това време S-1 вече има славата на отличен самолет за акробатичен пилотаж, а Питс започва работа над двуместната версия на самолета – S-2. Той полита за първи път през 1967 г. и до 1971 г. след изпитателна програма получава своя типов сертификат. Масово производство на S-2 и S-1S започва през 1973 г. Aerotek Company в Афтън, Уайоминг – САЩ.
През 1972 г. щатският отбор по въздушна акробатика печели световния шампионат, като лети оборудван изцяло със самолети „Pitts Special“.
През 1977 г. Къртис Питс продава своите дялове в „Pitts Special“ на Дойл Чайлд. Чайлд от своя страна продава производствените права през 1981 г. на Франк Кристенсън, който произвежда самолетите в Афтън под новото наименование „Christen Industries“. Правата над модификациите на „Pitts Special“ за производство в домашни условия биват продадени през 1994 г. на „Steen Aero Lab“, а фабриката в Афтън и нейните права стават собственост на Aviat.
Къртис Питс почива през 2005 г. на 89 години. По това време той работи заедно със Стийн по прототипа на „Pitts Model 14“ (по означението на избрания за самолета двигател), който е изцяло нова двуместна версия на базовия модел, но със силно повишени летателни херектеристики. „Pitts Model 14“ се задвижва от 9–цилиндров четиритактов радиален двигател с въздушно охлаждане Ведениев М14П с мощност от 400 к.с. Правата на името „Pitts“ са собственост на Aviat заедно с правата за аналогчния самолет по дизайна на Питс – Christen Eagle.

## Налични вариации
Сертифицирани версии на лекия Pitts Special се произвеждат от Aviat в Афтън. Компанията предлага вариантите на едноместния S-1 с плосък четири-цилиндров двигател Лайкоминг с мощност от 200 к.с. (150 kW) и 5,28 m размах на крилете и двуместния S-2 с плосък шест-цилиндров двигател с мощност то 260 к.с. (194 kW) Лайкоминг и размах на крилете от 6,1 m. Pitts Special се предлага с различни двигатели, достигащи мощност от 450 к.с. (338 kW).
Самолетите Pitts Special държат челните позиции в световните шампионати до масовото навлизане на акробатичните моноплани. Независимо от това, Pitts остават силно конкурентни по състезанията са предпочитани самолети от шоу-пилотите. Първият моноплан, който надминава по своите летателни характеристики Pitts Special, е руският Як-50 (Yak-50). Днес чертежи за S-1C и S-1SS се предлагат от Steen Aero Lab от Палм Бей, Флорида, САЩ. S-1 предлага високи летателни характеристики, съчетани с ниски експлоатационни разходи. Стотици любители са сглобили и пилотират Pitts от 1960 г.

## Варианти
- S-1 – базов едноместен вариант на Pitts Special с плосък М6 профил[неработеща препратка] на крилете и елерони само на долните криле. Самолетът са предлага с различни двигатели.
- S-1C – любителски строен едноместен S-1 с елерони само на долните криле, проектиран за различни двигатели с мощност от 100 до 180 к.с. (75 – 134 kW). Лети за пръв път през 1960 г. и се предлага като самолет за сглобяване в домашни условия от Steen Aero Lab.
- S-1D – любителски строен S-1C с елерони на горното и долното крило, модел, предлаган като самолет за сглобяване в домашни условия, сходен на S-1S.
- S-1E – любителски строен S-1C, предлаган като фабрично подготвен комплект компоненти за сглобяване в домашни условия. Самолетът има симетричен профил на крилете.
- S-1F – модификация с нови криле Falcon и с 25% по-дълги елерони. В Обединеното кралство тази модификация е снабдена с двигател „Monty Barrett“ с мощност 200 к.с. (149 kW) и олекотено витло Hoffmann VP.[2]
- S-1S – произвеждан от Aerotek сертифициран S-1C за състезания по въздушна акробатика, задвижван от двигател Lycoming AEIO-360-B4A с мощност 180 к.с. (134 kW). Aviat Aircraft предлагат чертежи за същия самолет на пилотите любители.
- S1-SS – сходен на S1-S модел, снабден с двигател с мощност 180 – 200 к.с. (134 – 149 kW), симетричен профил на крилете, симетрични елерони и витло с фиксирана стъпка. Steen Aero Lab предлага чертежи за този самолет на пилоти любители.
- S-1Т – произвеждан от Aerotek S-1C с двигател с мощност 200 к.с. (149 kW) Lycoming AEIO-360-A1E и някои малки промени – построени са 64. Този модел има симетрични елерони на горните и долните криле, симетричен профил на крилете и избор между дву– или трилопатно витло Hartzell. Горните криле са изместени напред за подобряване балансировката на самолета. Aviat Aircraft произвежда този модел от 2008 г. по поръчка.
- S-1-11xB – познат като Model 11 „Super Stinker“, снабден с двигател с мощност 300+ к.с. (220 kW), симетричен профил на крилете и трилопатно витло. Самолетът има скороподемност от 15,3 m/s и въртене по надлъжната ос, превишаващо 300° в секунда.
- S-2 – с уголемен фюзелаж на S-1, побиращ двуместна кабина и задвижван от двигател с мощност 200кс. (149 kW) Lycoming AEIO-360-B4A.
- S-2A – произвежданият от Aerotek S-2A е снабден с двигател с мощност 200 к.с. (149 kW) Lycoming AEIO-360-A1A и витло с променлива стъпка. По-късно произведените самолети получават удължен колесник и по-широка с 2 инча (51 mm) предна кабина. От този модел са построени 259 броя.
- S-2B – произвеждан от Aerotek S-2A, снабден с двигател с повишена мощност от 260 к.с. (194 kW) Lycoming AEIO-540-D4A5, горно крило, снабдено с допълнителен резервоар, изнесени с 6 инча (153 mm) напред оновен колесник и горно крило. Произведени са 196 броя от този модел, след което е спряно производството му.
- S-2C – снабден с елерони на горното и долното крило, двуместна кабина, симетричен профил на крилото, двигател с мощност от 260 к.с. (194kW) и трилопатно витло с променлива стъпка. Това е развитие на S-2B с подобрени елерони и вертикално кормило, плоско дъно на фюзелажа, колесник с пружинно окачване и подобрени летателни характеристики. Машината е сертифицирана за полети с претоварвания от +6 до -5 g. Aviat Aircraft произвежда този самолет от 2008 г.
- S-2E – любителски произвеждан S-2A от заводски изготвени комплекти.
- S-2S – произвеждан от Aerotek S-2B едноместен самолет с удвоен капацитет на резервоара. Фюзелажът на този модел е скъсен с 14 инча (35 cm) пред кабината, за да бъде монтиран по-тежкият двигател Lycoming AEIO-540-D4A5. Размахът на крилете е 6,10 m (20 фута). От този модел са произведени едва 17 бройки.
- S-2SE – любителски произвеждан S-2S от заводски изготвени комплекти.
- Model 12 – снабден с руски радиален двигател Vedeneyev M14P с мощност от 360 – 400 к.с. (270 – 300 kW) и дву- или трилопатно витло. Това е последният модел разработван и пилотиран от Къртис Питс.
- Model 13 – моноплан, който не влиза в серийно производство.
- Model 14 – двуместен Model 12 с повишена мощност на двигателя до 360 к.с. (270 kW). Mid America Aircraft предлага чертежи за този самолет.
- Model 15 – по непотвърдени данни лек спортен моноплан, разработван от Steen Aero Lab.

## Военни оператори
- Чили
- Йордания
  - Royal Jordanian Falcons aerobatic team (4 x S-2A)
- Венецуела

## Цивилни оператори
- Pitts Specials Formation Aerobatic Team

## Технически характеристики (S-2B)
По данни от сп. Jane's All the World's Aircraft 1988 – 89 г.
- Екипаж: двама пилоти
- Дължина: 5,71 m (18 фута 9 инча)
- Размах на крилете: 6,10 m (20 фута)
- Височина: 2,02 m (6 фута 7⅓ инча)
- Площ на крилото: 11,6 m² (125 фута²)
- Маса (празен): 521 kg (1150 паунда)
- Максимална излетна маса: 737 kg (1625 паунда)
- Двигател: 1× Textron Lycoming AEIO-540-D4A5 плосък шест-цилиндров бутален двигател с въздушно охлаждане и мощност от 260 к.с. (194 kW)

Летателни характеристики:
- Максимално допустима скорост: 182 възела (210 мили/час, 338 km/h)
- Крейсерска скорост: 152 възела (175 мили/час, 282 km/h) (максимална крейсерска)
- Скорост при срив: 52 възела (60 мили/час, 97 km/h)
- Радиус на действие: 277 морски мили (319 мили, 513 km)
- Практически таван: 21 000 фута (6400 m)
- Скороподемност: 2700 фута/мин. (13,7 m/s)
- Натоварване на крилото: 13 паунда/m² (63,6 kg/m²)
- Тяговъоръженост: 0,16 к.с./паунд (0.26 kW/kg)

## Подобни самолети
- Acro Sport II
- Sorrell Hiperbipe
- Steen Skybolt